# Pollusca
Pollusca (Pollustia) war eine volskische Stadt südwestlich von Lanuvium in Latium adiectum.
493 v. Chr. wurde Pollusca zusammen mit Longula und Corioli von Gnaeus Marcius Coriolanus für das Römische Reich erobert.